# 휴버트 T. 라크로이
 휴버트 T. 라크로이(영어: Hubert Lacroix, 1955년 7월 13일 ~)는 캐나다의 기업인으로, 2008년부터 2018년까지 10년 동안 CBC의 사장으로 재임했다. 1976년 캐나다 몬트리올에 소재한 맥길 대학교에서 법학 학사를 받았고, 1977년 퀘벡주의 변호사 시험에 합격하였으며, 1981년 맥길 대학교에서 경영학 석사 학위를 받았다.